# آمیا میلر
آمیا میلر (متولد ۱۶ ژوئیه ۲۰۰۴) بازیگر و مدل آمریکایی است. او در سال ۲۰۱۷ در فیلم جنگ برای سیاره میمون‌ها بازی کرد. او همچنین در سریال‌های هنری خطر، بهترین دوستان هر زمان و مک گیور ظاهر شده‌است.او همچنین در فیلم مرد آبی بازی کرده‌است.
پدر او مریل میلر است. در سال ۲۰۱۴، میلر در کلاس‌های آموزش بازیگری در لس آنجلس و اورلاندو شرکت کرد. میلر علاوه بر بازیگری، بوکس تایلندی و جوجوتسو را نیز مطالعه می‌کند.